# 劉国正
劉国正（リュウ コクセイ(リュウ グオジョン)、Liu Guozheng、1980年3月7日 - ）は、中華人民共和国の卓球選手。武漢出身。身長168cm、血液型O型。
6歳から卓球を始め、現在中国ナショナルチーム所属。主に世界選手権団体戦で中国の優勝に大きく貢献しているが、2006年の第48回世界卓球選手権団体戦ブレーメン大会では、中国代表からはずされた。男子シングルスの成績も安定していて、また混合ダブルスでも白陽とペアを組んで各大会で上位に入っている。
精神力の非常に強い選手で、その例として2001年の第46回世界選手権大阪大会の団体戦準決勝の対韓国戦において、両国2勝2敗のタイで迎えたラストでの金擇洙との試合があげられる。劉は1セット目を一進一退の攻防を繰り返しながらも落とした。2セット目も粘りながらも追いつけず20-19とマッチポイントを握られた。しかしそこから驚異の粘りを見せ3度マッチポイントを取られながらも24-22で2セット目を奪取。最終セットも離されては追いつきのシーソーゲームで、またも金が20-19とマッチポイントを握る。しかし、劉がデュース（20-20）に追い付き、結局4度のマッチポイントを凌いで25-23で勝利した。計7回ものマッチポイントを凌いだこの試合は、中国国内で“今世紀最高の試合”と評され、劉国正も“奇跡の男”や“民族の英雄”と呼ばれた。
2005年の第48回世界卓球選手権個人戦ではティモ・ボルを4-3で破った。2007年の第49回世界卓球選手権個人戦終了後、現役を引退した。

## 主な戦績
- 1998年
  - アジア選手権大阪大会 男子団体優勝
- 1999年
  - ITTFプロツアー・グランドファイナル（1999 シドニー） 男子シングルス優勝
- 2000年
  - シドニーオリンピック 男子シングルス ベスト8
  - 第45回世界選手権クアラルンプール大会 男子団体準優勝
  - ITTFプロツアー・グランドファイナル（2000 横浜） 男子シングルス準優勝
  - アジア選手権ドーハ大会 男子団体優勝
- 2001年
  - 第46回世界選手権大阪大会 男子シングルス ベスト8、男子団体優勝
- 2003年
  - 第47回世界選手権パリ大会 混合ダブルス準優勝（白楊と）
  - アジア選手権バンコク大会 混合ダブルス優勝（李楠と）、男子団体優勝
- 2004年
  - 第47回世界選手権ドーハ大会 男子団体優勝
- 2005年
  - 第48回世界選手権上海大会 男子シングルス ベスト8、混合ダブルス準優勝（白楊と）